# زگ
زگ (به آلمانی: Seeg) یک شهر در آلمان است که در استالگوی واقع شده‌است.